# Androctonus aeneas
Espèce
Synonymes
- Androctonus turieli Teruel & Kovařík, 2014

Androctonus aeneas est une espèce de scorpions de la famille des Buthidae.

## Distribution
Cette espèce se rencontre en Algérie et en Tunisie.

## Description
Le mâle décrit par Lourenço, Rossi et Sadine en 2015 mesure 70,1 mm et la femelle 74,8 mm.

## Étymologie
Cette espèce est nommée en référence à Aeneas.

## Publication originale
- C. L. Koch, 1839 : Die Arachniden. Nürnberg, vol. 6, p. 1-156 (texte intégral).